# Bloque de arranque
Un bloque de arranque, a veces llamado sector de arranque o registro de arranque principal o “registro de arranque maestro” —Master Boot Record (MBR)—, es un sector en un disco duro, disquete, o cualquier otro dispositivo de almacenamiento de datos que contiene código de arranque, por lo general (pero no necesariamente), de un sistema operativo almacenado en otros sectores del disco.
El término «sector de arranque» es usado para las computadoras IBM PC compatibles, mientras que «bloque de arranque» es usado cuando se refiere a otros tipos de computadoras, como los sistemas de Sun Microsystems.
La BIOS selecciona un dispositivo de arranque, entonces copia al primer sector de disco desde el dispositivo (el cual puede ser un MBR, VBR o un código ejecutable), a la ubicación de dirección de disco 0x7C00.
- Datos: Q875716